# Amanita magniverrucata
Amánita magniverrucáta (лат.) — гриб семейства мухоморовые (Amanitaceae). Включён в подрод Lepidella рода Amanita.

## Биологическое описание
- Шляпка 6—15,6 см в диаметре, в молодом возрасте шаровидной или выпуклой, с подвёрнутым краем, затем плоско-выпуклой, плоской или даже вдавленной формы, с влажной, покрытой крупными острыми, иногда с возрастом или при прикосновении темнеющими бородавками поверхностью белого цвета.
- Мякоть белого цвета, не меняет цвет на воздухе, плотная, с возрастом приобретает неприятный запах, без особого вкуса.
- Гименофор пластинчатый, пластинки свободные или почти приросшие, частые, неразветвлённые, белого или кремового цвета; имеются также пластиночки.
- Ножка 2,8—12 см длиной и 1—3,4 см толщиной, ровная или сужающаяся кверху, мясистая, с бульбовидным основанием, белого или беловатого цвета, часто с коричневатыми пятнами, сухая, над кольцом гладкая, под ним — чешуйчатая или бородавчатая. Кольцо белого цвета, плёнчатое, с возрастом нередко исчезает.
- Споровый порошок белого цвета. Споры 6,5—15,5×4,5—9,5 мкм, амилоидные, яйцевидной, эллипсоидальной или удлинённой формы, тонкостенные.
- Пищевые качества не изучены.

## Экология и ареал
Встречается одиночно или небольшими группами под сосной (Pinus muricata, Pinus radiata и др.). Известен только из Калифорнии.

## Сходные виды
- Amanita cokeri
- Calvatia sculpta